# 모리나아과
모리나아과(morina亞科, 학명: Morinoideae 모리노이데아이[*])는 인동과의 아과이다. 과거에는 모리나과(Morinaceae)로 분류하기도 했다. 모리나속(Morina)은 산토끼꽃과에 속하는 것으로 분류되기도 했다.
Acanthocalyx, Cryptothladia, Morina의 3속을 포함하는 것으로 여겨졌으나, Cryptothladia속이 Morina속으로 병합되었다.

## 하위 분류
- Acanthocalyx (DC.) Tiegh.
- Morina L.